# 镇州 (金朝)
镇州，中国金朝时设置的州。
金熙宗皇统元年（1141年）金朝把辽朝儒州废为缙山县，并入奉圣州。金卫绍王崇庆元年（1212年）改缙山县置镇州，治所在缙云县（今北京市延庆区）。辖境相当今北京市延庆区等地。至宁元年（1213年），蒙古帝国在镇州击败完颜纲，金朝放弃镇州。元朝初年废除镇州。